# Donji Podgradci
Donji Podgradci är ett samhälle i Bosnien och Hercegovina.   Det ligger i entiteten Republika Srpska, i den nordvästra delen av landet, 170 km nordväst om huvudstaden Sarajevo. Donji Podgradci ligger 134 meter över havet och antalet invånare är 804.
Terrängen runt Donji Podgradci är platt åt nordost, men åt sydväst är den kuperad.Närmaste större samhälle är Bosanska Gradiška, 15,1 km nordost om Donji Podgradci. 
Omgivningarna runt Donji Podgradci är en mosaik av jordbruksmark och naturlig växtlighet. Runt Donji Podgradci är det ganska tätbefolkat, med 67 invånare per kvadratkilometer.